# Spiramater grandis
Spiramater grandis är en fjärilsart som beskrevs av Achille Guenée 1841. Spiramater grandis ingår i släktet Spiramater och familjen nattflyn. Inga underarter finns listade i Catalogue of Life.